# Сквидвард Тентаклс
Скви́двард Квентин Те́нтаклс (англ. Squidward Q. Tentacles) — один из главных персонажей
американского мультсериала «Губка Боб Квадратные Штаны», премьера которого состоялась 1 мая 1999 года на канале «Nickelodeon». Сквидвард был придуман морским биологом и художником-мультипликатором Стивеном Хилленбергом, и озвучен актёром Роджером Бампассом. Он впервые появился на телевидении в пилотном эпизоде сериала «Требуется помощник» 1 мая 1999 года. Хилленберг создал образ Сквидварда с шестью щупальцами для более простой анимации.
Сквидвард — человекоподобный осьминог, который живёт в каменном доме, похожем на статую моаи, между домами Губки Боба Квадратные Штаны и Патрика Стара. Персонаж изображён как вспыльчивый и претенциозный. Он с неприязнью относится к соседям и их постоянному шумному поведению, о чём Губка Боб и Патрик не догадываются и ведут себя с ним как друзья. Сквидвард работает кассиром в ресторане «Красти Краб», но ненавидит эту работу.
Восприятие персонажа в отзывах как профессиональных критиков, так и просто поклонников, было в целом положительным. Образ Сквидварда появляется на многих товарах, связанных с мультсериалом «Губка Боб Квадратные Штаны»: книги, серии игрушек и другая сопутствующая продукция. Помимо основного сериала, Сквидвард появляется в полнометражном мультфильме «Губка Боб Квадратные Штаны» и его приквеле «Губка Боб в 3D», вышедшем в 2015 году.

## Роль в мультсериале «Губка Боб Квадратные Штаны»

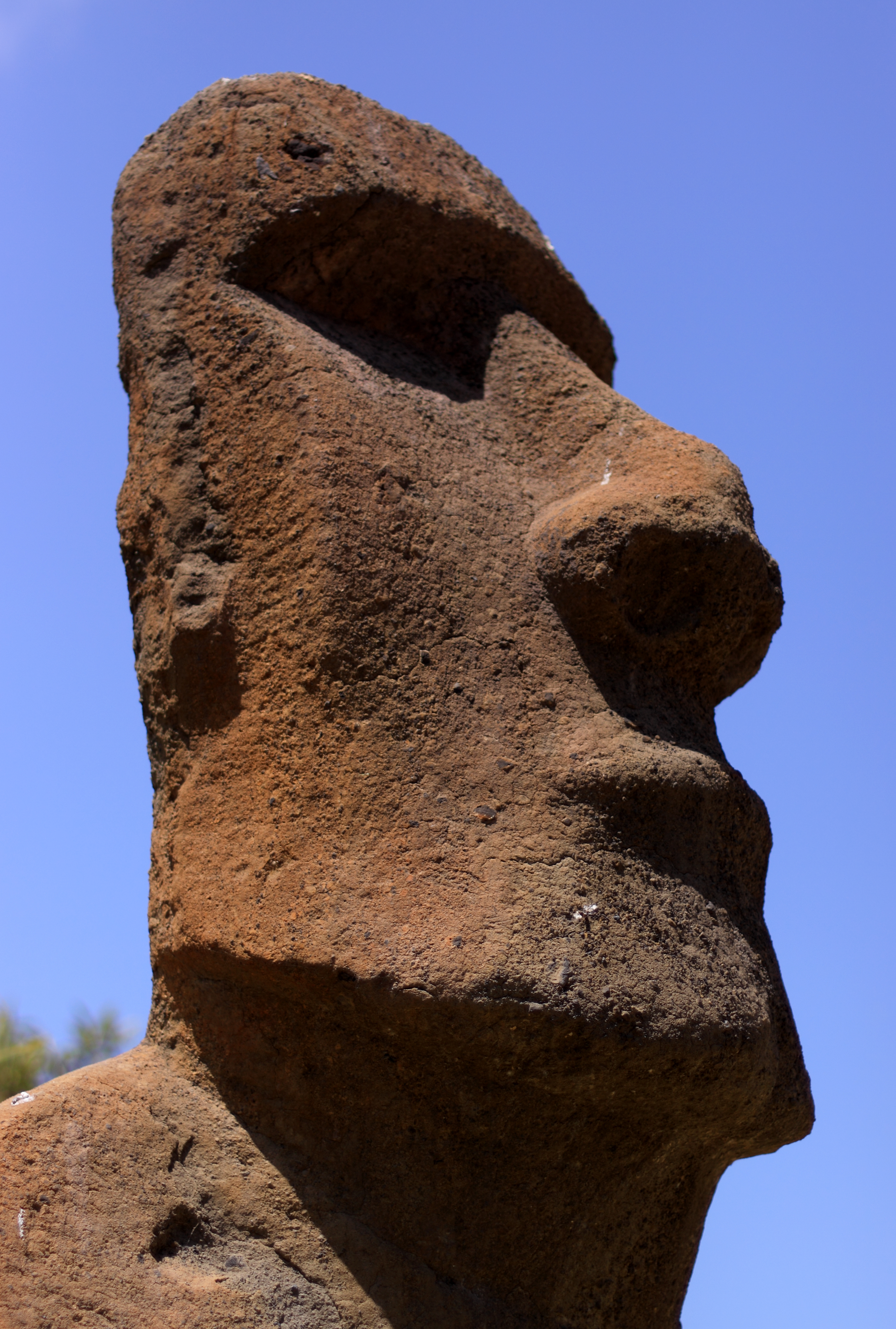
Дом Сквидварда похож на статую моаи

Сквидвард Тентаклс — бирюзовый осьминог, который одет только в рубашку горчичного цвета с короткими рукавами. Он живёт в подводном городе Бикини Боттом в доме, похожем на статую моаи, расположенном между домами Губки Боба Квадратные Штаны и скалой Патрика Стара. Сквидвард презирает своих соседей из-за их вечного смеха и шумного поведения, хотя Губка Боб и Патрик даже не подозревают об антипатии Сквидварда по отношению к ним и считают его своим другом.
Сквидварда изображают вечно несчастным и жалостливым к себе: он недоволен своей однообразной жизнью и хочет стать знаменитостью, разбогатеть, отрастить волосы и построить выдающуюся карьеру музыканта или художника со страстью к искусству и игре на кларнете. Однако добиться этих целей у него, как правило, не получается, и ему приходится довольствоваться скромным статусом кассира в ресторане быстрого питания «Красти Краб». Сквидвард не любит свою работу. Его раздражает алчный работодатель мистер Крабс, а также необходимость работать с Губкой Бобом.

## Создание персонажа

### Разработка и дизайн
Стивен Хилленберг с ранних лет интересовался океанами. В детстве он рисовал всё, что связано с ними. В колледже он специализировался в области морской биологии и интересовался искусством. После окончания колледжа в 1984 году он работал в океанографическом институте в городе Дана Пойнт (штат Калифорния), где у него возникла идея создать комикс под названием The Intertidal Zone (англ. Приливная зона), что привело впоследствии к созданию «Губки Боба Квадратные Штаны». В 1987 году Хилленберг оставил институт, чтобы продолжить карьеру в анимации, и начал работать над проектом об антропоморфных существах, живущих на дне моря. Он нарисовал несколько концептуальных набросков, но прошло почти 10 лет, прежде чем его идея была воплощена в реальности.

Концепт-арты создания Сквидварда

Спустя несколько лет после изучения экспериментальной анимации в Калифорнийском институте искусств Хилленберг встретил Джо Мюррея, создателя сериала «Новая жизнь Рокко», на фестивале анимации. Мюррей предложил Хилленбергу работу в качестве режиссёра сериала. Во время работы над «Новой жизнью Рокко» будущий создатель Губки Боба познакомился со сценаристом Мартином Олсоном, который прочитал его комикс The Intertidal Zone. Олсон предложил Хилленбергу создать мультсериал о морских обитателях. Он придумал персонажа по имени Губка Боб Квадратные Штаны, вдохновившего на создание одноимённого сериала. Вскоре после того, как сериал «Новая жизнь Рокко» закончился в 1996 году, Хилленберг начал работать над «Губкой Бобом Квадратные Штаны».
Хилленберг использовал при создании мультсериала дизайн некоторых персонажей из своего комикса. Он создал образ «ворчливого соседа Губки Боба» в виде осьминога. Он стремился подчеркнуть не просто его большую, выпуклую голову, а завышенное эго Сквидварда: «осьминоги имеют такую же большую и выпуклую голову, и Сквидвард считает себя интеллектуалом, так как имеет большую лукоподобную голову». Хилленберг сделал Сквидварда с шестью щупальцами, хотя на самом деле у них восемь; по его словам, «это было в действительности просто проще с точки зрения анимации, чтобы изобразить его с шестью ногами вместо восьми». Сценарист мультсериала и художник по раскадровкам Винсент Уоллер сказал:

Сквидварда трудно нарисовать, у него очень странная форма головы. К счастью, его эмоции довольно ровные, но изобразить действительно большое количество его эмоций является непростой задачей. Его нос разбивает всё пополам, поэтому это всегда имеет вид «Хорошо, как я буду работать с этим и сделаю это читабельным?»Оригинальный текст (англ.)Squidward is hard to draw — he has a very odd-shaped head. Fortunately, his emotions are pretty even, but to get a whole lot of big emoting out of him is a challenge. His nose splits everything in half, so it's always like, 'OK, how am I going to work this and still make it read'?
Хилленберг собирался иронично обыграть в сериале выпускание чернил осьминогов, но в итоге отказался от этой идеи, потому что «это всегда выглядит так, как будто он испражняется в штаны» (хотя их у него их нет). Несмотря на то, что персонаж носит имя «Сквидвард», существуют споры относительно того, является ли он осьминогом или кальмаром. Из-за противоречивых заявлений Хилленберга и официального сайта Nickelodeon. Хилленберг назвал его Сквидвардом, потому что имя «Октовард» в произношении голосом актёра Роджера Бампасса, озвучивавшего Сквидварда, «просто не звучало». Звуки шагов Сквидварда создавались путём потирания грелки. Шаги остальных главных героев озвучивались шумовиками сериала. Звукорежиссёр Джефф Хатчинс заявил, что звуки шагов «помогали понять, какой персонаж передвигается и по какой поверхности он идёт». Роджер Бампасс предложил Стивену идею сделать Сквидварда ездящим на лигераде; он сам владел таким велосипедом, на котором ездил по городу Бербанку, штат Калифорния. Бампасс описал это как свою «маленькую внутреннюю шутку».

### Озвучивание

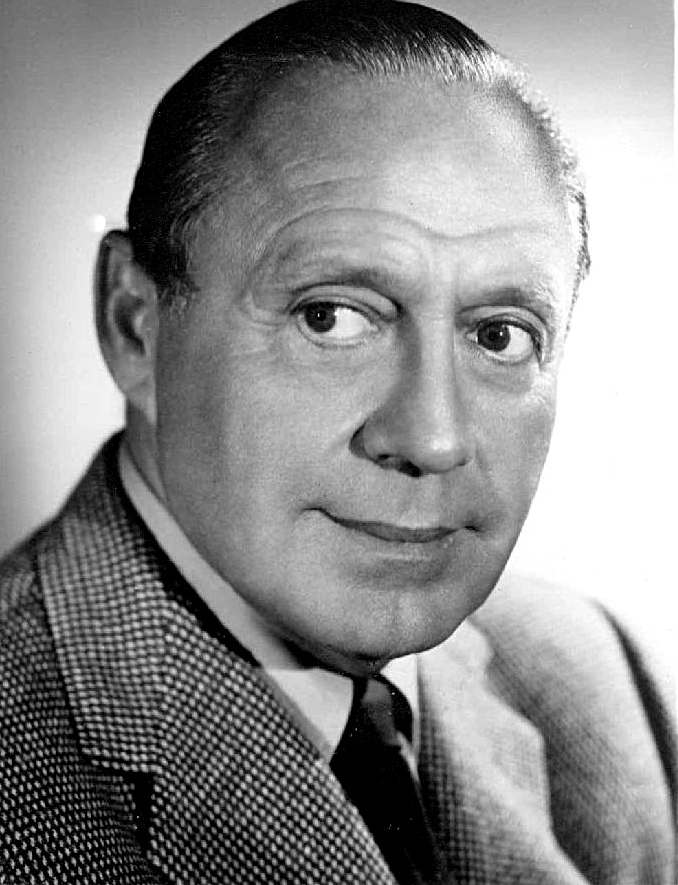
Голос Сквидварда часто сравнивают с голосом американского комика Джека Бенни

Сквидвард был озвучен актёром Роджером Бампассом, который записал реплики для ещё несколько других персонажей мультсериала «Губка Боб Квадратные Штаны», включая мать Сквидварда. При создании сериала и записи его пилотного эпизода в 1997 году Хилленберг и креативный директор Дерек Дрюмон также провели прослушивание на озвучивание ролей в сериале. Первоначально Стивен выбрал для роли Сквидварда Дага Лоуренса, который работал с Хилленбергом и Дрюмоном над мультсериалом «Новая жизнь Рокко». Хилленберг пригласил Лоуренса на прослушивание голосов для озвучивания всех персонажей сериала. Вместо Сквидварда в итоге было решено отдать Лоуренсу роль Планктона, главного отрицательного персонажа сериала.
По словам Бампасса, Сквидвард был «очень гнусавым парнем». Он сказал, что персонаж стал интересным для роли из-за «его сарказма, а затем его разочарований, а после его злости, и так он стал широким спектром для эмоций». Том Кенни, актёр, озвучивавший Губку Боба, описывая записи озвучки Бампассом его роли в студии, говорил: «Я люблю смотреть на Роджера… Он прямо рядом со мной». По его словам, когда Бампасс «становится злым», как Сквидвард, во время записи его голова становится красной, «и вы боитесь, что у него может случиться эмболия».
Некоторые члены съёмочной группы сериала хвалили Бампасса за его игру и сходство с персонажем. Кенни назвал Бампасса «бриллиантом» и сказал: «он очень сильно похож на Сквидварда». Сценарист Кент Осборн говорил: «Я помню, как подумал о том, как часто Роджер говорит и действует как Сквидвард. Именно поэтому это такой хороший голос — он так связан с ним». Однако Бампасс заявил: «Я не он, и он не я, но то, что я должен был сделать для него, и то, что мне позволили сделать для него, делает его таким, как я. Это очень хорошо соответствует моим особым способностям и навыкам. Таким образом, в этом отношении, да, он — я, но я не капризный, саркастический, неуспешный сорт парня, каким является он. Он легко падает духом, скажу я».
Голос Сквидварда сравнивался с голосом актёра Джека Бенни (1894—1974). Том Кенни говорил: «На мой взгляд, есть что-то очень смешное относительно Джека Бенни в том, что Роджер Бампасс так здорово озвучивает Сквидварда». Артур Браун, автор книги «Всё, что я должен знать, я узнал из мультфильмов!» (англ. Everything I Need to Know, I Learned from Cartoons!), сказал, что Сквидвард «очень похож на Джека Бенни по звучанию». В интервью газете The Signal Бампассу был задан вопрос о сравнении Сквидварда с Джеком Бенни. Роджер отверг это сравнение, при этом отметив, что у Бенни есть «этот наблюдательный сарказм».

## Критическое восприятие
Сквидвард получил положительные отклики от критиков и поклонников. Том Кенни назвал Сквидварда своим любимым персонажем в сериале. Он сказал: «У него есть дополнительное измерение, где способность Губки Боба и Патрика к играм мистифицирует его, но он также завидует этому. Когда он пытается участвовать в чём-то, он попросту терпит неудачу, потому что не верит в это». Сценарист Кейси Александр заявил: «Сквидвард — такой герой, с которым я значительно связан. В гипертрофированном виде он самый человеческий персонаж. Если бы я знал такого человека, как Губка Боб, я, вероятно, реагировал бы на него так, как это делает Сквидвард». Американский певец Фаррелл Уильямс, поклонник сериала, сказал: «Сквидвард — это всё же мой любимчик. Если бы он был человеком, я бы тусовался с ним».

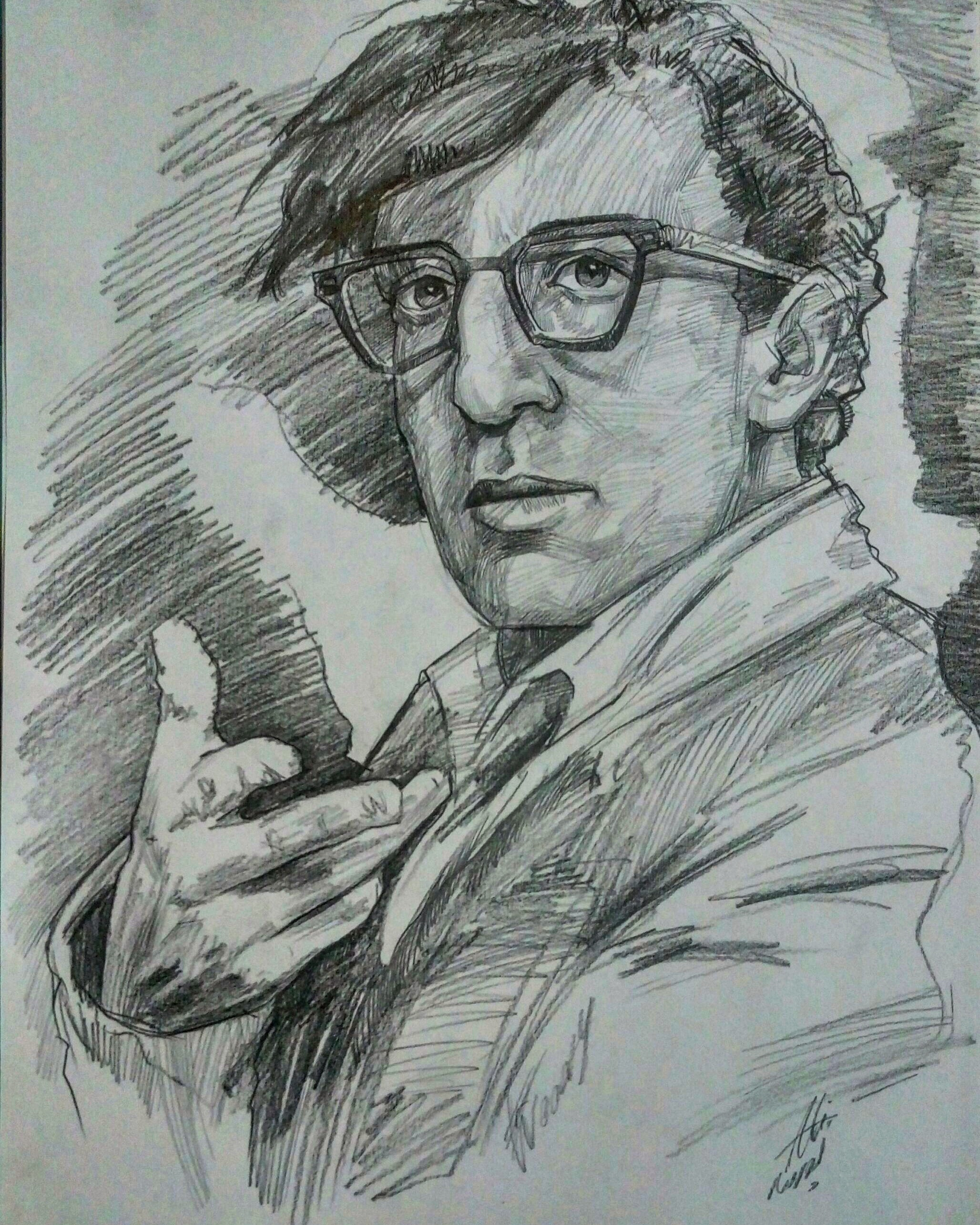
Кинокритик Билл Тредуэй сравнивал Сквидварда с Вуди Алленом

Билл Тредуэй из DVD Verdict заявил, что Сквидвард представляет собой «нечто среднее между Власом [из „Улицы Сезам“], Вуди Алленом и Роджером Эддисоном [из  Mr. Ed]<…>, но у него есть сердце, если вы сможете найти его». Тредуэй назвал его «прямым человеком по отношению к выходкам его соседа». Кинокритик А. О. Скотт из The New York Times написал в своём обзоре полнометражного мультфильма «Губка Боб Квадратные Штаны», что Сквидвард является одним из его любимых второстепенных персонажей в сериале наряду с Сэнди Чикс и миссис Пафф. Он писал: «Мне было жаль видеть [их] вытолкнутыми на обочину». Кроме того, в той же публикации телевизионный критик Джойс Миллман отметил, что Сквидвард имеет «гнусавую стервозность Пола Лунде и художественные претензии Феликса Унгера». Миллман далее писал: «Хм, Сквидвард является одним из кальмаров-геев, я думаю».
Band Geeks (англ. Оркестр недоумков), эпизод из второго сезона мультсериала, который полностью фокусируется на Сквидварде, часто называется многими критиками и поклонниками одним из лучших эпизодов сериала. Журналист из The Washington Post Майкл Кавна поставил Band Geeks на пятое место в списке лучших эпизодов «Губки Боба Квадратные Штаны». В своём обзоре Кавна писал: «Совокупность артистических способностей Сквидварда перед лицом понуканий и унижений делает этот эпизод детским, который взрослые смогут оценить на настоящем уровне». Получив менее позитивную оценку, Сквидвард был включён в список «10 наихудших телевизионных вымышленных персонажей 2012 года», составленный Common Sense Media. Журналист Сьерра Филуччи заявил, что эгоизм персонажа является его «худшим преступлением», назвав Сквидварда «средним и противным кассиром в „Красти Краб“», и сказал, что «[он] хорош только тогда, когда он хочет чего-то».
На 39-й церемонии вручения Дневной премии «Эмми» в 2012 году Бампасс был номинирован за озвучивание Сквидварда в категории «лучший актёр озвучивания анимационного сериала», став первым из актёрского состава Губки Боба, который удостоился номинации в этой категории. Награду выиграла Джун Форей из «Гарфилд шоу». Бампасс заявил, что он гордится полученным сертификатом на номинацию, но "в действительности не было конкуренции, потому что одним из других кандидатов была Джун Форей, а она является королевой в мире анимации… Там не было никакого шанса у любого из других трёх парней. Фактически, если любой из нас получил награду, случился бы бунт в этой студии The Beverly Hilton. Он сказал, что «счастлив проиграть Джун Форей» и «очень рад и благодарен, что удостоился номинации».

## Появление в других произведениях
Персонаж Сквидвард появляется в различных видах сопутствующей продукции к «Губке Бобу Квадратные Штаны», в том числе в настольных играх, книгах, плюшевых игрушках и коллекционных карточках. Помимо телесериала, Сквидвард появлялся в выпусках SpongeBob Comics (которые впервые были опубликованы в феврале 2011 года), во многих видеоиграх о Губке Бобе Квадратные Штаны и в различных тематических парках и парадах тематических парков (в том числе в Sea World в австралийском Голд-Косте и Universal’s Superstar Parade соответственно). В 2004 году Сквидвард появился в первом полнометражном мультфильме «Губка Боб Квадратные Штаны», который был выпущен 19 ноября 2004 года. Мультфильм стал кассовым успехом, собрав более 140 миллионов долларов США по всему миру. Он также был в приквеле фильма, «Губка Боб в 3D», вышедшем 6 февраля 2015 года. Оба мультфильма были положительно оценены как критиками, так и зрителями.
Эпизод The Sponge Who Could Fly (с англ. — «Летающая Губка») был адаптирован в 2009 году для создания мюзикла в Liverpool Empire Theatre (Ливерпуль, Великобритания). Актёр Чарльз Брантон, исполнявший роль Сквидварда, позже сказал, что он любил персонажа и «с удовольствием попытался воссоздать образ хорошо проработанного мультипликационного персонажа на сцене». Брантон готовился к роли, купив девять DVD-дисков сериала и разыгрывая роль Сквидварда в каждом эпизоде в своей спальне. Он сказал: «Понадобилось много времени, чтобы усовершенствовать голос и отработать то, как он использовал свои руки». Выступление Брантона и сам мюзикл были хорошо приняты большинством критиков. Критик от The Public Reviews писал: «Чарльз Брантон в роли Сквидварда действительно заткнул всех за пояс, его персонаж был совершенным, благодаря его комической игре, голосу и манерам, это был безупречный спектакль». В своём обзоре для The Northern Echo Вив Хардвик сказал: «Чарльз Брантон создал убедительный образ Сквидварда».
Известность получила крипипаста о якобы существующем потерянном эпизоде «Суицид Сквидварда» (англ. Squidward's Suicide), созданном неизвестным автором и содержащем кадры из снафф-видео. Согласно этой крипипасте, потерянная серия была изначально загружена в YouTube, но сразу же была удалена. Сюжет серии рассказывал о депрессии и самоубийстве Сквидварда после его очередного неудачного концерта. Сам эпизод состоял из «странных и тревожных звуков на фоне», а также «быстрых моментов и сцен с кровью и мёртвыми детьми».